# Аутосегрегација
Аутосегрегација или самосегрегација је одвајање религијске или етничке групе од остатка друштва у сувереној држави самоиницијативно, односно од стране саме групе. Она такође може да означава и неспособност групе за нормалну социјалну интеракцију и облик социјалне ексклузије.
Путем аутосегрегације одвојене групе могу да одрже своју традицију и обичаје. На пример, неки од светских неконтактираних народа преферирају да не буду у контакту са остатком светске популације. Тиме што остају у изолацији, ове групе могу да сачувају своје културе нетакнутима докле год они то желе. 
Са друге стране, неке групе бирају самосегрегацију како би избегле интеракцију са другим групама ради заштите своје културе, или бирају самосегрегацију од оних група за које сматрају да су интелектуално или социјално инфериорније од њихове. Националисти, расисти, ултранационалисти или остале етноцентричне групе често бирају самосегрегацију од осталих друштвених заједница практиковањем метода попут ендогамије. Систем апартхејда у Јужној Африци представља добар пример овога.

## Недавни примери аутосегрегације у Сједињеним Америчким Државама
У мају 2017. године, црнци који су студирали на Универзитету Калифорније у Санта Крузу окупирали су једну од универзитетских управних зграда. Захтевали су да се један од студентских домова у студентском граду офарба у црно, црвено и зелено, односно у боје Пан-Афричке заставе. Између осталог, један од њихових захтева је био и да у том дому право на смештај добију искључиво црни студенти који воде порекло са Кариба.
Истог месеца, студенти Универзитета Харвард организовали су прву доделу диплома искључиво за црне студенте, наводећи да су тиме желели да укажу на достигнућа која су црни студенти постигли.
Оба ова примера представљају вид аутосегрегације и често се пореде са временом Џима Кроуа када је присилна сегрегација школа била легална у Сједињеним Америчким Државама. Пре доношења Закона о грађанским правима из 1964. године, доктрина „одвојени али једнаки“ била је примењивана у Сједињеним Америчким Државама. Захваљујући протестима активиста, попут Мартина Лутера Кинга, током прве половине шездесетих, овакав облик сегрегације је укинут.

## Ендогамија као облик аутосегрегације
Ендогамија, пракса склапања бракова у оквиру групе, доприноси јачању осећаја припадности групи и јачању веза између њених чланова. Она представља честу праксу у дијаспорама, јер ојачава солидарност чланова заједнице и обезбеђује већу контролу над ресурсима групе (што може бити важно за очување сопствене културе када група покушава да пронађе своје место у оквиру доминантне туђе културе).
Ипак, ендогамија такође може представљати облик аутосегрегације и помаже заједници да се одупре асимилацији са популацијом која је окружује. На тај начин она помаже мањинским групама да преживе као засебне заједнице током дужег временског периода у друштвима са другачијим обичајима и веровањима.
Примери етно-религијских група које одликује висок степен ендогамије и које се успешно одупиру културној деструкцији и асимилацији већ вековима су Роми, Ашкенази у Европи и Америци, као и Африканци у Јужноафричкој Републици.